# 新疆白芥
新疆白芥（學名：Rhamphospermum arvense），又稱歐白芥、野芥菜，其他俗名包括田芥、野芥末、田芥菜、野油菜，是十字花科的一年生或越年生植物。原產於北非、亞洲和歐洲的田野，現已擴散至其他地區歸化。其是菜粉蝶和綠脈菜粉蝶幼蟲階段的重要食草。

## 形態特徵

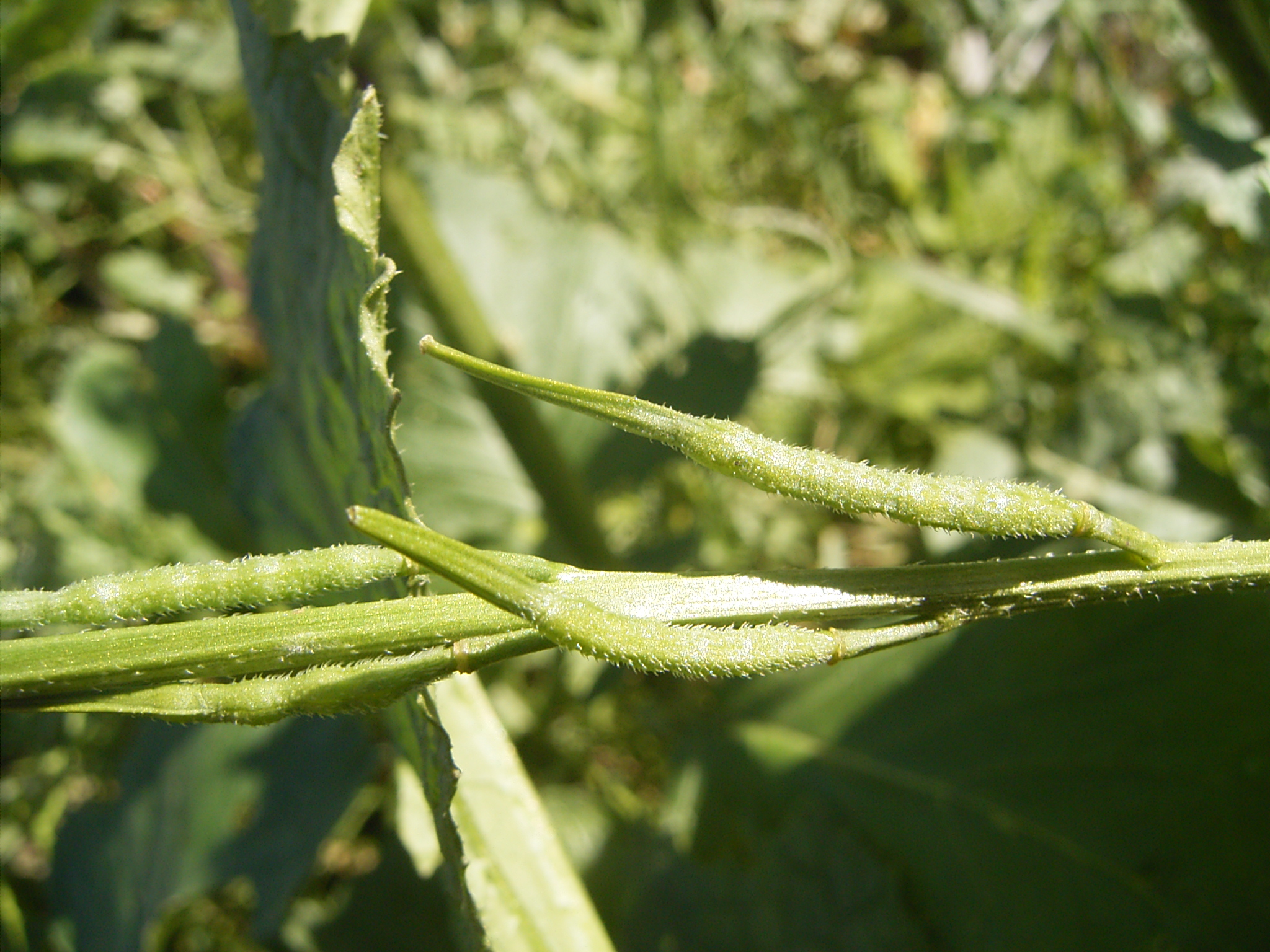
角果

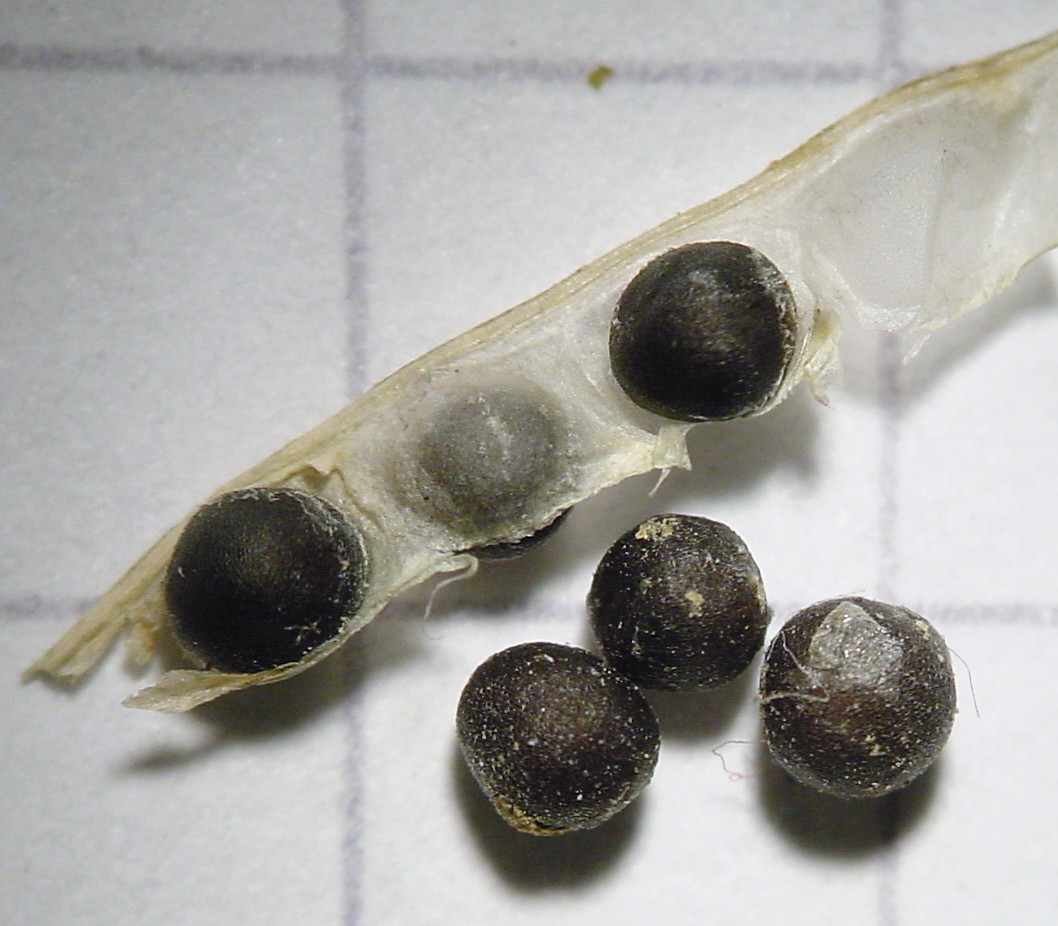
種子

新疆白芥株高通常20-80公分，在理想條件下可超過1公尺。莖直立、分枝且具縱稜，基部被粗硬毛。葉柄長1-4公分，基生葉呈長圓形至羽裂狀，長4-18公分，寬2-5公分；莖生葉較小，近無柄但不呈耳狀抱莖。在英國花期5-9月。總狀花序由黃色四瓣花組成，萼片開展。長角果長3-5公分，喙長1-2公分，具3-5脈。種子深紅或褐色，直徑1-1.5公釐。

### 植物化學
含芥子苷類化合物如白芥子苷。種子含赤黴素，可影響種子休眠。

## 分類
1753年由卡爾·林奈在《植物種志》第668頁正式描述。

### 異名
- - Brassica arvensis (L.) Rabenh.
  - Brassica xinjiangensis Y.C.Lan & T.Y.Cheo（新疆芥）
  - Sinapis orientalis L.（東方芥）

### 詞源
舊屬名Sinapis源自古希臘語"sinapi"（芥子），種加詞"arvense"意為"田野生長的"。

## 分佈
原產地中海盆地，現廣佈於北美、南美、澳大利亞等地。

## 生態
蜜蜂（如Andrena agilissima）和蠅類為其傳粉者。在加利福尼亞州被列為高危入侵物種。

## 用途
- 嫩葉可作野菜[12]
- 種子可製芥末[12]
- 種子油曾用於機械潤滑[3]
- 愛爾蘭大饑荒期間作為救荒食物[13]

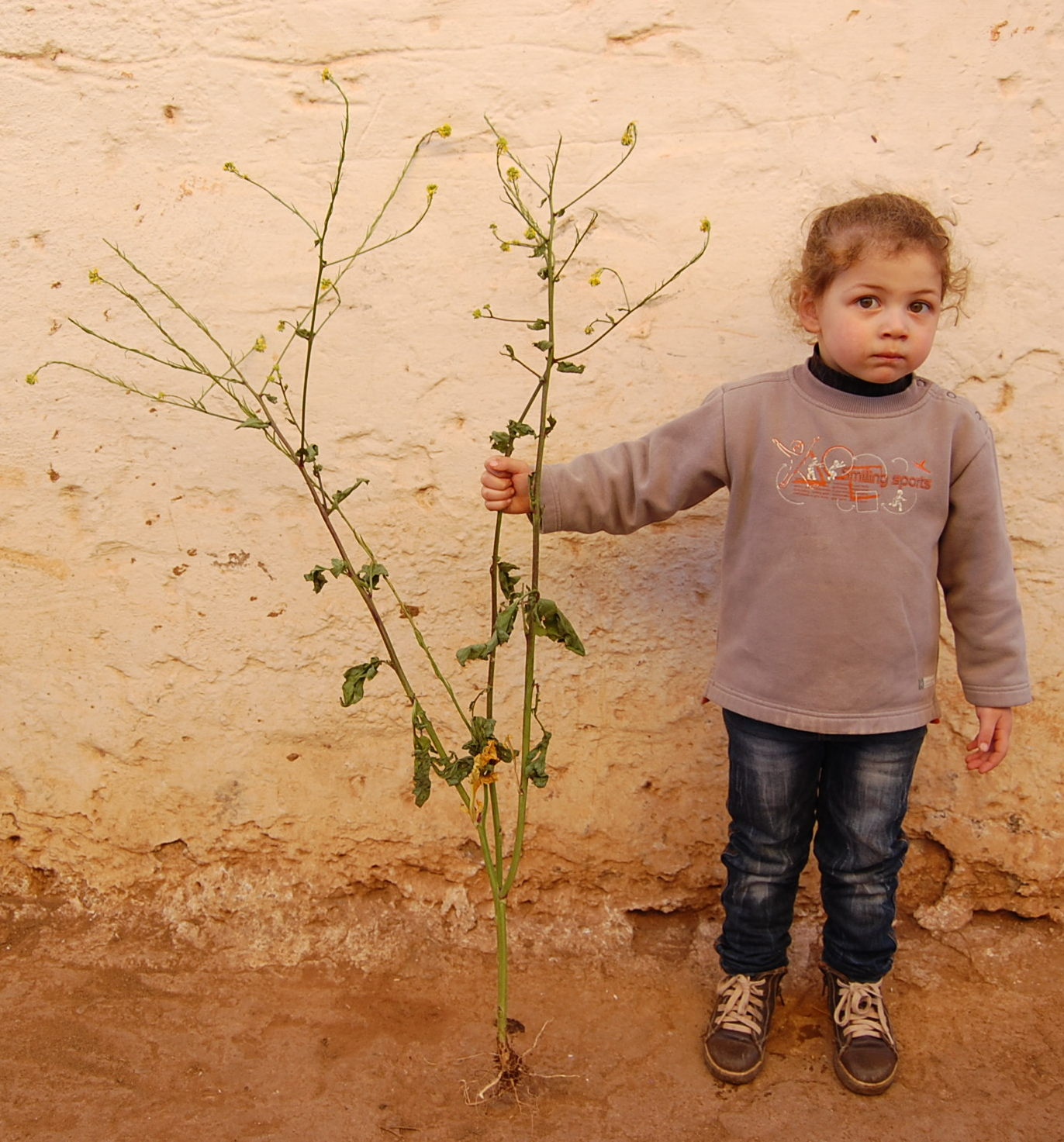
小孩採摘野芥菜